# Río Putna
El río Putna es un curso de agua de la cuenca hidrográfica del Danubio, afluente por la derecha del Siret. Discurre por el este de Rumanía, por el condado de Vrancea.

## Descripción
El curso del río, tras pasar entre lugares como Lepșa, Coza, Tulnici, Paulești, Negrilești, Bârsești, Poiana, Colacu, Tichiriș, Vidra, Clipicești, Găgești, Țifești, Bolotești, Putna, Făurei, Mircești, Jorăști, Răstoaca y Vulturu terminaba desembocando en el Siret, a comienzos del siglo XX cerca de la localidad de Lungoci, perteneciente a la comuna de Fundeni. Entre sus afluentes por la derecha se encuentra el río Zăbala. Otro de sus afluentes es el río Râmna. Dio nombre a un extinto condado de Rumania.